# Fischereihafen (Bremerhaven)
Der Stadtteil Fischereihafen gehört zum Stadtbezirk Süd der Stadtgemeinde Bremerhaven im Land Bremen.

## Geographie

### Lage
Der Stadtteil Fischereihafen besteht aus den Ortsteilen Fischereihafen im Osten und Luneplate im Westen. Er liegt zwischen den Mündungen der Flüsse Geeste und Lune in die Weser. Der Stadtteil grenzt östlich an die Stadtteile Geestemünde und Wulsdorf und südlich an die Gemeinde Loxstedt im Landkreis Cuxhaven. Der Ortsteil Fischereihafen ist geprägt durch die Gewerbeflächen seines Hafengeländes, die fast den gesamten Ortsteil einnehmen. Der Ortsteil Luneplate gehört seit 2010 zu Bremerhaven und somit zum Land Bremen.

### Gliederung
| Ortsteile      | km²   | Einwohner |
| -------------- | ----- | --------- |
| Fischereihafen | 12,10 | 233       |
| Luneplate      | 12,84 | –         |

(Stand: 31. Dezember 2018; Quelle:)

## Geschichte

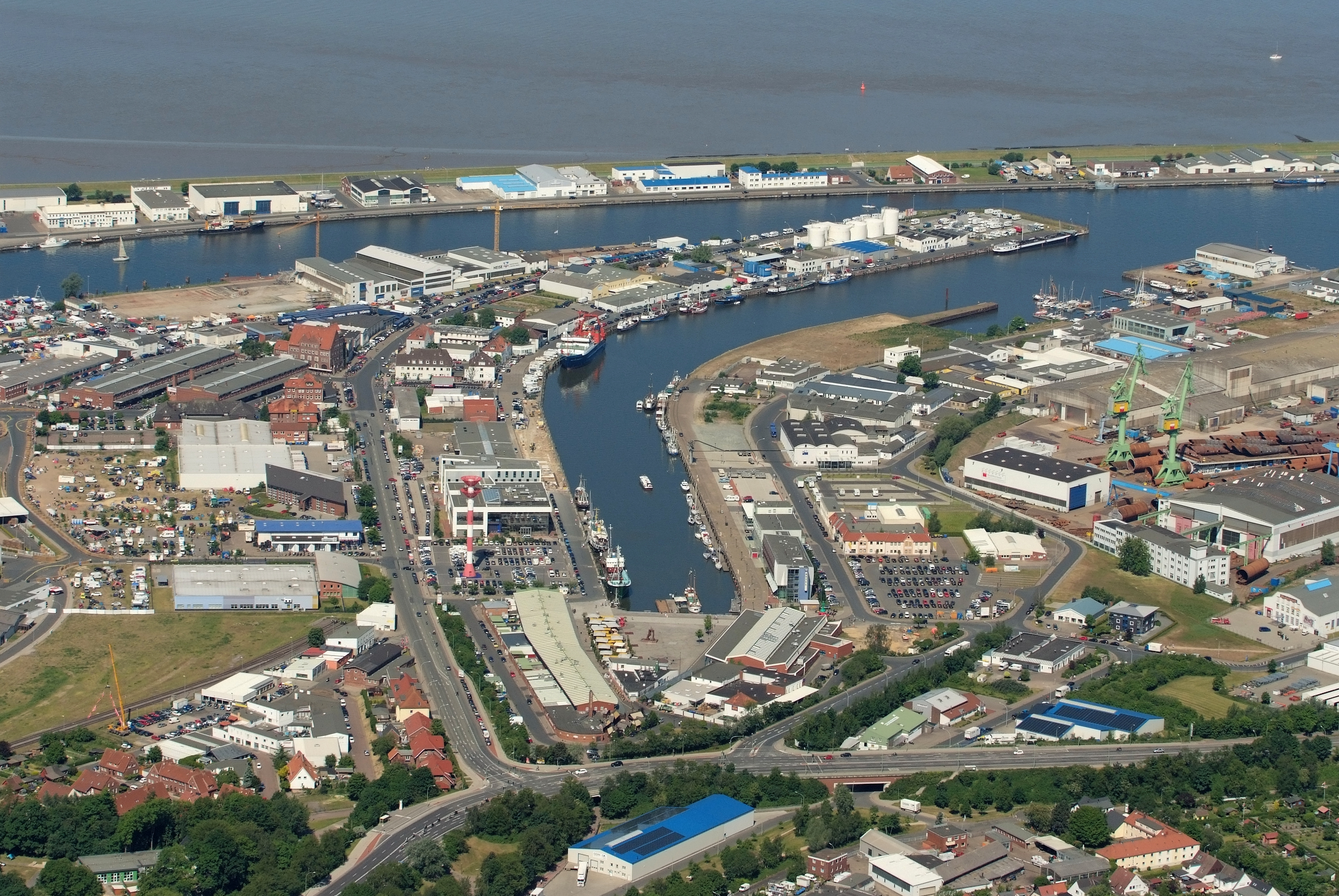
Fischereihafen (2012)

Das Gebiet des heutigen Stadtteils Fischereihafen lag in Geestemünde und Wulsdorf. Wulsdorf kam 1920 zu Geestemünde, welches 1924 ein Stadtteil von Wesermünde und 1947 von Bremerhaven wurde. „Fischereihafen“ ist seit 1971 ein Stadtteil von Bremerhaven.
Das Zentrum der deutschen Hochseefischerei in der Region Bremerhaven entwickelte sich ab 1885 mit dem Dampfantrieb von Schiff und Netzwinde. Mit der Tradition von Seefahrt und Schiffbau von Weltgeltung bot sich der wachsende Industriestandort an der Deutschen Bucht an.

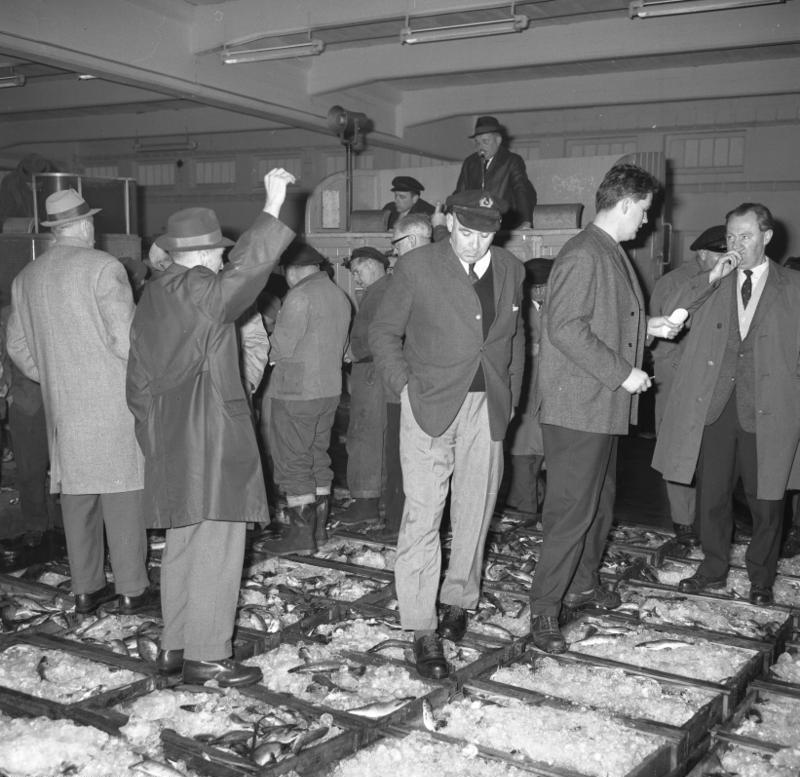
Auktion in Halle XV (1964)

In den Anfängen des Fischereihafens wurde der Fisch direkt von Bord der Fischereischiffe an die Händler verkauft – oft waren die Reeder der Fischereischiffe auch Händler. Die erste Fischauktion fand am 13. Juni 1888 statt zur Verhinderung von Preisabsprachen. Die Auktionatoren waren wegen ihrer zwar kaum verständlichen, aber rasanten Sprechweise Besuchermagnet in den frühesten Morgenstunden.
Den Fischmarkt der Stadt beschickten einheimische, niederländische, englische und dänische Fischer. Auf ihren schwerfälligen Segelkuttern mussten die Schiffsbesatzungen gegen Gezeiten, ungünstige Winde, Stürme, Nebel, Treibeis und hohen Seegang bestehen. Klimatische Widrigkeiten, das Fanggeschick des Kapitäns und wechselnde Erlöse machten die Fischerei sowohl für die Seeleute als auch für das fischereinahe Gewerbe zu einem so risikoreichen wie lohnenden Unternehmen. Mit den Dampfmaschinen änderte sich das grundlegend.
Der Fischgroßhändler und Reeder Friedrich Busse schickte 1885 den Fischdampfer Sagitta auf Fangreise, weitere Schiffe folgten. Busse markierte damit einen industriellen Strukturwandel, von dem (anders als heute) alle Beteiligten profitierten. Der reichlich verfügbare Dampf bescherte beheizte Mannschaftsräume, warme Kojen und trockene Arbeitskleidung – einen auf Segelschiffen nie gekannten Komfort; mit den traditionellen Fangnetzen konnte der Ertrag aber nicht gesteigert werden. Deshalb wurde die englische Schleppnetzfischerei eingeführt. Sie erwies sich als sehr erfolgreich und hatte viele Nachbauten der Sagitta zur Folge. Wachsende Anlandungen verlangten Erweiterungen von Häfen und Werften. Die Eisenbahn schaffte riesige Kohleberge an die Kajen.
Der Erste Weltkrieg beschränkte den Zugang zu den Fanggründen. Viele Fischdampfer wurden in dieser Zeit seitens der Kaiserlichen Marine als Vorpostenboote oder Hilfsminensucher eingesetzt, wobei ein Teil verloren ging. Nach dem Kriegsende führte der Nahrungsmangel zu einer erneuten Konzentration auf die Seefischerei; denn anders als die Landwirtschaft konnte sie sofort „Ernten“ einfahren. Die „Währung Fisch“ bewährte sich auch in der jüngeren Geschichte: Als die Fischereination Island 2008/09 im Sog der Weltwirtschaftskrise über Nacht zahlungsunfähig wurde, bot die Hochseefischerei mit der Nahrung aus dem Meer wiederum die Sofortlösung: Islands Fischer landeten gezielt gegen Barzahlung in internationalen Häfen an. Noch im Jahr zuvor hatten sie ihr Land auf Platz 1 des Index der menschlichen Entwicklung gebracht. In Bremerhaven wurde zu jener Zeit der letzte deutsche Hochseetrawler verkauft. Während sich Island dank seiner Fischerei und Geothermie erholt und in eine sichere Zukunft sieht, ist der Zugang zu den Meeresschätzen für die deutschen Fischer zu einem Parcours geworden. In den 1950er Jahren deckte die deutsche Hochseefischerei gut 90 % des Bedarfs in (West-)Deutschland; heute sind es nur noch 15 %.
1891 fischten die ersten Fischdampfer vor Island. 1894 gingen sechs Fischdampfer mit 61 Seemännern im Sturm verloren, die Sagitta versank 1901 mit allen Seeleuten vor Island und 1903 versanken sieben Dampfer mit 65 Mann Besatzung.
Das Fischereikennzeichen der Seitenfänger war bis 1948 P.G. = Preußen Geestemünde. Über die Gründe für das seither geführte BX wird gestritten.

### Fischereihafen I

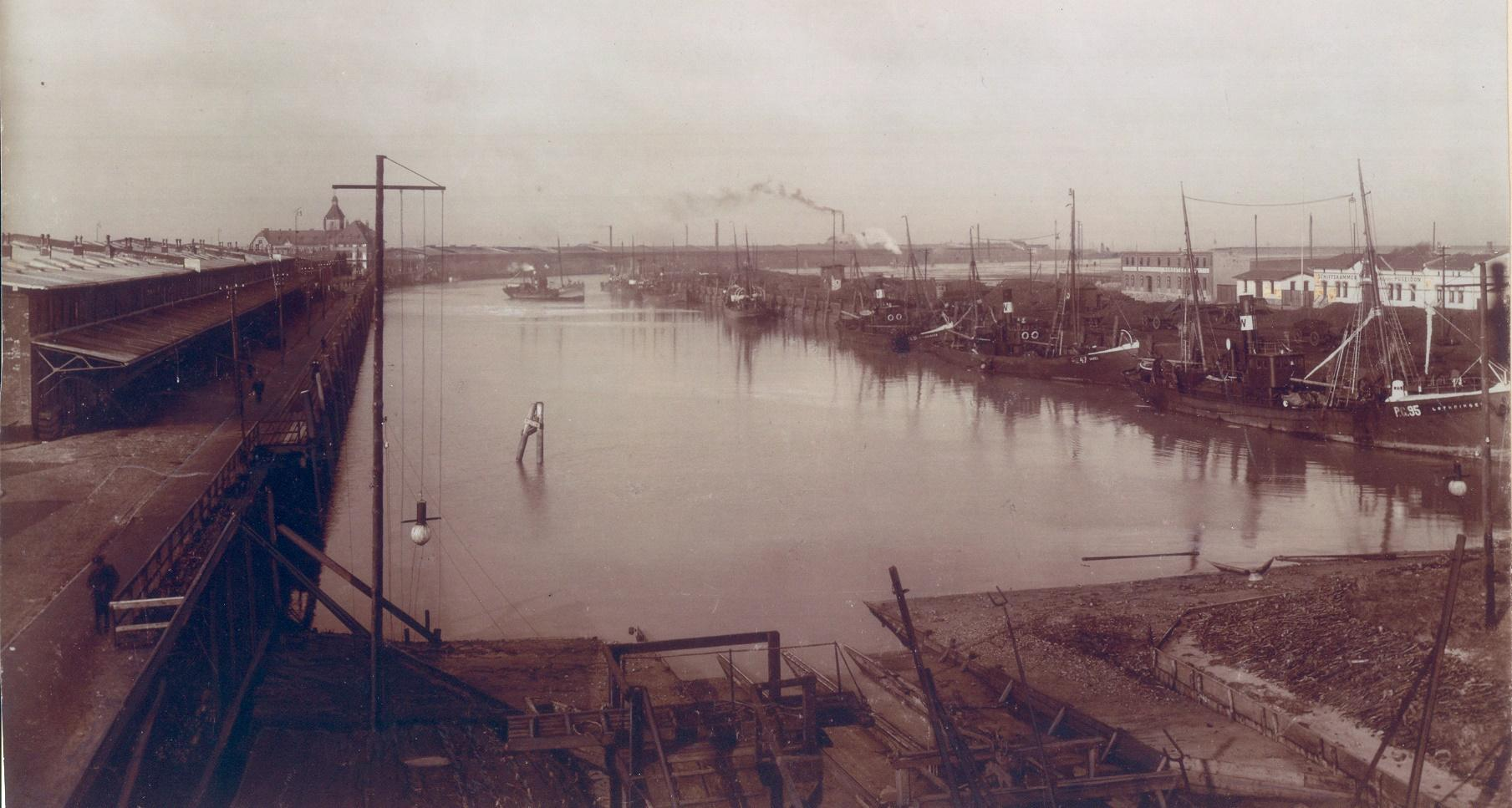
Fischereihafen, im Vordergrund die Slipanlage von Tecklenborg (1904)

Der erste deutsche Fischdampfer war P.G. 21–Delphin. Ein Schiffsmodell steht im Deutschen Schifffahrtsmuseum. Das Schiff war 25 Meter lang, hatte eine offene Brücke und fischte mit Baumkurren. Der Schiffsmotor leistete 275 PS. Bekannt wurde Friedrich Busses Sagitta, die 1885 zum Fischfang auslief. Das Schiff wurde noch an der Westseite des Alten Hafens – in Bremerhaven – gelöscht. Dort entwickelte sich ein erster Fischmarkt; die erste Auktion fand 1888 in Geestemünde am Geesteufer statt. 1892 ging eine Fischauktionshalle am Alten Hafen in Betrieb.

#### Eröffnung

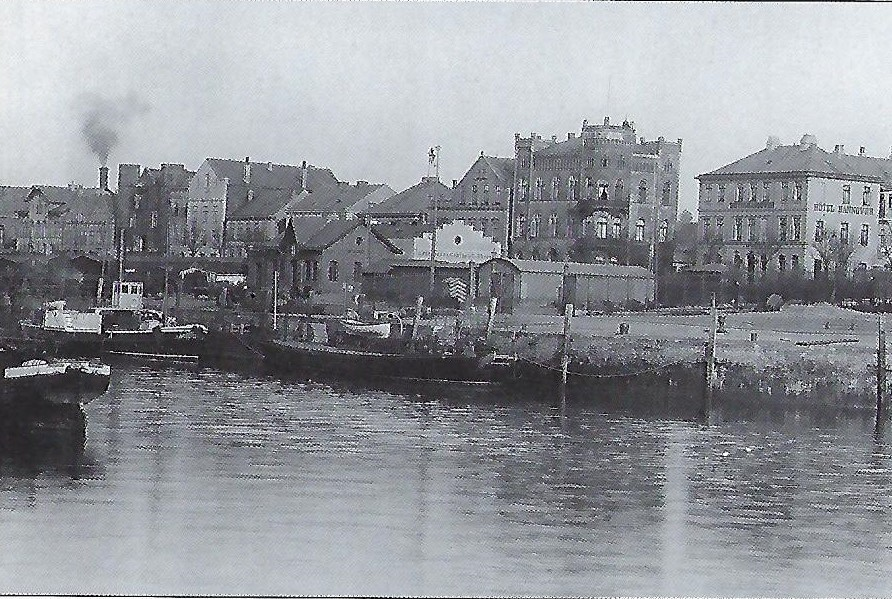
Hotel Hannover

In Konkurrenz zu Bremerhaven wurde ab 1891 von Theodor Hoebel der Fischereihafen I in Geestemünde gebaut und am 1. November 1896 eröffnet. Die preußische Staatsregierung war vertreten durch Staatssekretär Karl Heinrich von Boetticher, Minister Karl von Thielen, die Exzellenzen Otto Baensch und Alfred Schultz und die Geh. Oberregierungsräte v. Friedberg, Carl Schweckendieck, Löhning und Hauß. Ein Schiffskorso fuhr von der Geeste in die Weser und nach einer Wende in den Fischereihafen. Geführt vom Regierungsdampfer Ajax, dem Schlepper Assecuradeur und der Sagitta, bestand der Korso aus den – zum Teil von See kommenden – Fischdampfern Georg, Grete, Minna, Betty, Georg Siebs, Wangeroog und Butjadingen sowie den Fährbooten der Union. Am offiziellen Essen im „Hotel Hannover“ nahmen 120 Personen teil.

#### Infrastruktur
Zeitgleich entstand in Geestemünde auch ein Seemannsheim. Vor ihm endeten die Gleise des 1896 fertiggestellten Fischversandbahnhofs. Die Tecklenborgwerft nahm am Südende des Fischereihafens eine Slipanlage für Fischereifahrzeuge in Betrieb. In der Königlich Preußischen Seemaschinistenschule in Geestemünde in der Bülowstraße wurden ab 1899 auch die Maschinisten der Fischdampfer ausgebildet. 1903 wurde zusätzlich die Seemaschinistenschule in Geestemünde gegründet. 1904 wurde die Klippfischherstellung eingeführt. 1905 löschte ein Fischdampfer den ersten Fang von der Barentssee im Nordpolarmeer. 1908 übernahm die Fischereihafen-Betriebsgenossenschaft (FBG) die Löscharbeiten, die bis dahin von den Besatzungen selbst vorgenommen werden mussten.

#### Bedeutung
1913 waren in Geestemünde 93 Fischdampfer zu Hause und 1924 waren es 155. 1916 bestanden 60 Fischgroßhandlungen, zwölf Marinierbetriebe, vier Fischmehlfabriken, drei Eisfabriken und eine Räucherei. Der Betrieb im Fischereihafen entwickelte sich sehr schnell. Der Flecken Geestemünde erfuhr einen rasanten Aufstieg und wurde 1913 Stadt.

### Fischereihafen II, 1919–1945

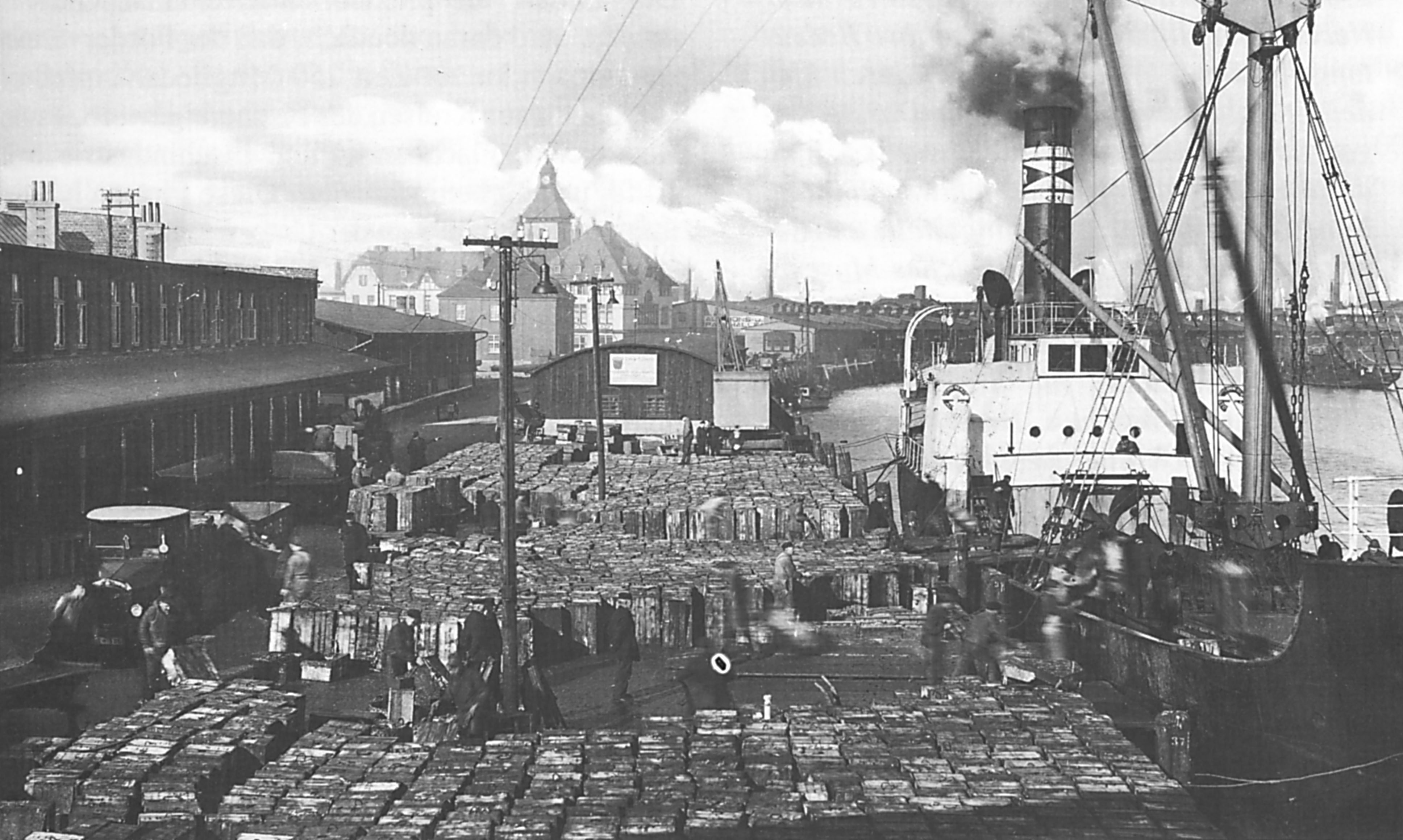
Entladener Fischdampfer vor Halle VII (1925)

1919 gründete sich das Institut für Seefischerei in Geestemünde als Vorläufer des heutigen Alfred-Wegener-Instituts. 1920 wurde Wulsdorf nach Geestemünde eingemeindet, um den Fischereihafen vergrößern zu können. 1920 entstand der Fischversandbahnhof. Von 1921 bis 1925 erfolgte der Bau des Fischereihafens II. Dazu wurde der Weserarm Alte Weser vom Hauptstrom abgeschnitten und somit die ehemalige Weserinsel Luneplate zum Festland. Zunächst wurde ab 1921 die neue Doppelschleuse (Bremerhaven) zum Fischereihafen gebaut. Es folgten dann der Bau der Hafenbecken, weitgehend im Bereich des alten Weserarms. Außerdem wurden zu dieser Zeit auch Flächen auf der Luneplate vorgehalten. Am Neuen Lunesiel entstand zugleich 1924 ein Naturfreibad. 1925 konnte die Erweiterung des Fischhafens mit dem neuen Seedeich abgeschlossen werden.
1922 fand die erste deutsche Fischereimesse statt. 1923 streikten die Fischarbeiter und erneut 1932. Zudem erhielt als erster Trawler die Wilhelm Reinhold eine Radioempfangsanlage.
1924 wurde Geestemünde mit dem Fischereihafen und Lehe Teil der neuen Stadt Wesermünde. Im Fischhafen waren 155 Fischdampfer beheimatet. 1930 entstand ein Verbindungskanal von Fischerei- und Handelshafen. Um den steigenden Wasserbedarf des Fischereihafens zu decken, wurde 1927 der Wohnwasserturm Wulsdorf gebaut. In den 1920er und 1930er Jahren versorgten Fischsonderzüge das Reich, in Spitzenwochen bis zu 45 Züge pro Woche. Die Hochseefischerei erlebte einen wachsenden Aufschwung.
Preußen und Bremen beschlossen 1930 die Gründung der Fischereihafen-Wesermünde-Bremerhaven-GmbH  in der die bisherige Fischereihafen-Betriebsgenossenschaft aufging. Preußen hält 50 % der Anteile an der AG. 1935 wurde der noch verbliebene Fischereihafen an der Westseite vom Alten Hafen aufgegeben. Der Abriss des Kühlhauses von 1927 erfolgte erst 1975.
Ab 1935 nahm auch der Walfang zu. 1936 gründete sich deshalb die Erste Deutsche Walfang-Aktiengesellschaft. Bis 1939 wurden sieben Walfangflotten mit je einem Mutterschiff und 56 Fangdampfern gebaut und eingesetzt; das war international die drittgrößte Flotte. Bekannt wurde das Walfang-Fabrikschiff Jan Wellem. 1937 wurde die Auktionshalle XI fertiggestellt.
1938 kam auch die bremische Stadt Bremerhaven (heute Mitte) zu Wesermünde in der preußischen Provinz Hannover.
Die Unterweser AG baute Fischdampfer und lieferte 1926 die Gylli mit 650 PS Maschinenleistung an eine isländische Reederei. Der Wohnwasserturm Wulsdorf von 1927 diente der Wasserversorgung des Fischereihafens.
Geestemünde und Bremerhaven verständigten sich 1930 in einem Preußisch-Bremischen-Staatsvertrag auf die gemeinsame Verwaltung der Fischereihäfen, was dazu führte, dass im Alten Hafen von Bremerhaven die Fischwirtschaft aufgegeben wurde und die letzte Auktion 1935 stattfand. Gegründet wurde die Fischereihafen-Wesermünde-Bremerhaven-GmbH.
1932 streikten die Besatzungen der Fischdampfer und die Fischarbeiterinnen an Land. 1933 stellte die Fähre Kanalbrücke-Fischereihafen den Betrieb ein. Die „Nordsee“ Deutsche Hochseefischerei AG von 1894 siedelte nach Nordenham um und sie kam nach 1950 zur Unilever. 1937 wurde die Auktionshalle XI fertiggestellt.
Der Fischereihafen war 1938 der bedeutendste des europäischen Kontinents. 21 Reedereien betrieben hier insgesamt 193 Fischdampfer. 194 Fischgroßhändler und 56 Betriebe der Fischindustrie verarbeiten 280.000 Tonnen Fisch.
Im Zweiten Weltkrieg verringerte sich kriegsbedingt der Fischfang erheblich. Viele Fischdampfer waren Vorpostenboote. Am 24. Juni 1944 wurde der Fischereihafen und die Seebeckwerft durch einen der Luftangriffe auf Wesermünde schwer getroffen.

### Auktionsumsatz und Zahl der Firmen
Der Fischereihafen Geestemünde bzw. ab 1924 Wesermünde hatte von 1913 bis 1933 folgende Entwicklung:
| Jahr  | Auktionsumsatz an frischen Fischen | Auktionsumsatz an frischen Fischen | Zahl der Firmen | Zahl der Firmen | Zahl der Firmen | Fischdampfer | Fischdampfer         |
| ----- | ---------------------------------- | ---------------------------------- | --------------- | --------------- | --------------- | ------------ | -------------------- |
| [ 8 ] | Zentner                            | 1000 RM                            | Reederei        | Fischgroßhandel | Fischindustrie  | beheimatet   | regelmäßig anlaufend |
| 1913  | 946.160                            | 11.164                             | 16              | 59              | –               | 97           | 174                  |
| 1924  | 1.307.957                          | 16.438                             | 18              | 127             | 42              | 155          | 225                  |
| 1926  | 1.847.966                          | 21.489                             | 15              | 154             | 47              | 140          | 196                  |
| 1928  | 1.836.343                          | 25.201                             | 18              | 148             | 49              | 130          | 182                  |
| 1930  | 2.531.000                          | 28.500                             | 18              | 149             | 43              | 119          | 203                  |
| 1932  | 2.549.000                          | 19.800                             | 18              | –               | –               | 111          | 183                  |
| 1933  | 2.843.000                          | 21.200                             | 20              | 152             | 39              | 124          | 188                  |

### Nach 1945
1947 wurde die Stadt Wesermünde in das Land Bremen eingegliedert und in Bremerhaven umbenannt. Der Fischereihafen kam in das Eigentum der Freien Hansestadt Bremen (Land).
Seit 1946 durften in Deutschland wieder Fischdampfer bis zu 400 BRT gebaut werden. Im Dezember 1948 konnte der erste in Bremerhaven gebaute Trawler, die 392 BRT große Auguste Kämpf vom Stapel laufen. 1949 nennt sich die frühere Seefischmarkt Wesermünde GmbH Fischereihafen-Betriebsgesellschaft mbH Bremerhaven. Die ersten Fischauktionen fanden seit März 1949 wieder statt. Bereits im Oktober 1949 wurden an einem Tag 23,5 Tonnen Fisch gelöscht, ein neuer Rekord. Der Hafen belebte sich, so dass 1950 hier 118 Fischdampfer mit 50.735 BRT stationiert waren, das waren 51 % der deutschen Fischereiflotte. Wieder findet eine Deutsche Fischereimesse statt. 1950 entstand die Auktionshalle X-Nord. Der Tag des Hochseefischers fand 1953 erstmals statt und erneut 1955. 1955 wurde das Fischereiforschungsschiff Anton Dohrn im Beisein von Bundespräsident Theodor Heuss in Dienst gestellt. Die Menge der Frischfischanlandungen erreichte 1957 mit 229.000 Tonnen wieder das Niveau vom Ende der 1930er Jahre. Bis 1967 halbierte sich diese Menge auf 114.000 Tonnen. Bis 1995 sank sie auf 18.500 Tonnen. Auch Tiefkühlfisch konnte diesen Mengeneinbruch nicht kompensieren, obwohl der Bereich in den 28 Jahren von 52.000 auf 114.000 Tonnen gewachsen war. Kurz nach der Blütezeit – von 1957 bis 1962 – bestand die Jungfischerschule am Seedeich. Bis in die 1960er Jahre hinein war der Fischereihafen der größte auf dem europäischen Festland. So gehört Grimsby mit dem größten Fischereihafen Großbritanniens zu Bremerhavens Partnerstädten. Noch heute ist der Fischereihafen der wichtigste in Deutschland, was der Stadt den Spitznamen Fishtown eingebracht hat.

### Strukturwandel

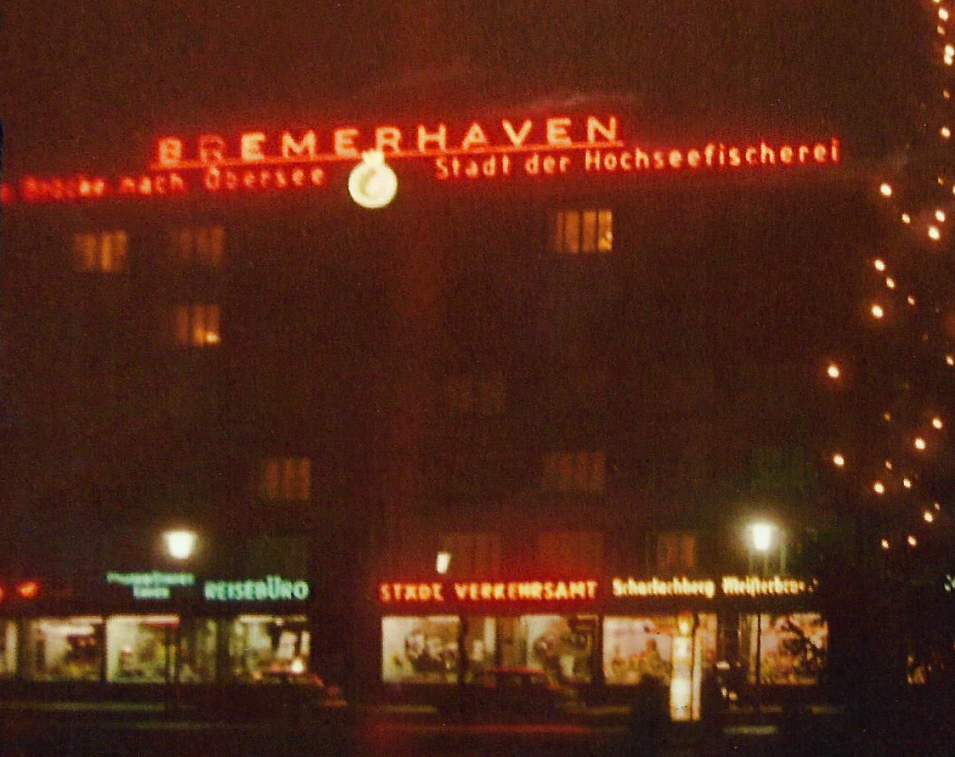
Leuchtreklame gegenüber vom Hauptbahnhof (1974)

1967 waren noch 85 Seitenfänger mit 78.000 BRT und 21 Logger in Bremerhaven stationiert. Mit dem Aufkommen der Fabrikschiffe sank die Bedeutung von Bremerhavens Fischereihafen, zumal der Fischereihafen Cuxhaven manchen Reedereien vorteilhafter schien. Der gerade erst elektrifizierte Güter- und Fischbahnhof in Geestemünde wurde kaum genutzt und ab 1976 demontiert.
1968 nahm die Rickmers Werft im Fischereihafen ihren Schiffsreparaturbetrieb auf und stationierte 1972 ein Schwimmdock. Die älteste Fischerei-Reederei Friedrich Busse feierte 100-jähriges Bestehen. 1971 war der Fischereihafen mit seiner Betreibergesellschaft 75 Jahre alt und auch die Nordsee – damals das größte fischwirtschaftliche Unternehmen Europas – konnte auf 75 Jahre Betrieb zurückblicken. Das Nordseemuseum für Fischerei wurde 50 Jahre alt.
1971 wurde der Fischereihafen bei der Neueinteilung von Bremerhaven ein Stadtteil. Das Seemannsheim Fischereihafen von 1913 schloss 1979/80 seine Pforten. Im Februar 1981 protestierten die Hochseefischer mit einer Blockade des Fischereihafens gegen die Fischereipolitik der Europäischen Wirtschaftsgemeinschaft. 1983 ging die Zentralkläranlage Bremerhaven für 630.000 EGW am Luneort beim ehemaligen Lunesiel in Betrieb. Die ZKA kostete 96 Mio. Mark. 1985 wurde am 1./2. April bei einer Fischauktion mit 1 Mio. Mark die höchste Tagessumme in der Welt erzielt. 1987 nahmen am Tag des Fisches (23. August) um die 35.000 Besucher teil. 1987 hatte das Lunesiel im Süden des Fischereihafens durch den Neubau eines Siels bei Büttel ausgedient.

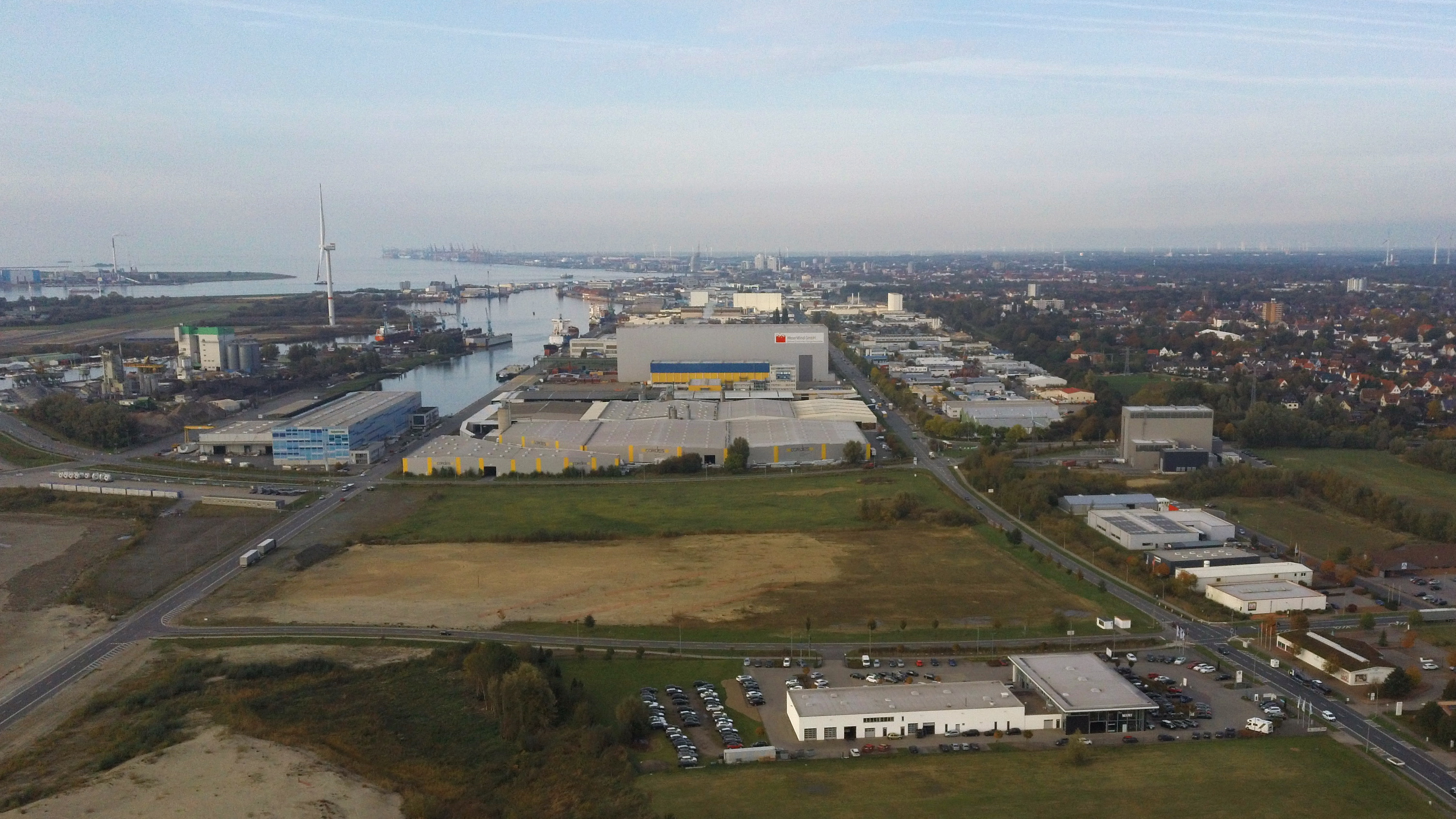
Luftbild des Fischereihafens, Blick nach Norden (2019)

2008 umfasste die Fläche des eigentlichen Fischereihafens rd. 450 ha, die von rd. 150 ha Wasserfläche umgeben sind. Wegen der 2010 durch Staatsvertrag mit Niedersachsen erfolgten Eingliederung der Luneplate als Ortsteil und des Gebietes Reithufer in den Ortsteil Fischereihafen, wuchs die Fläche des Stadtteils um 1506 ha.

### Standort der Fisch- und Lebensmittelindustrie
Durch die strukturellen Veränderungen wurde der Fischereihafen Bremerhaven zu einem der bedeutendsten Standorte für die Fisch- und Lebensmittelindustrie Europas mit mehr als 400 Unternehmen. Die landeseigene Fischereihafen-Betriebsgesellschaft mbH (FBG) unterstützt neben der Geschäftsbesorgung für das Sondervermögen Fischereihafen die Entwicklungen, Ansiedlungen, Vermietungen, Verpachtungen, Instandhaltungen, Energieversorgung sowie Tourismus und Kultur (Schaufenster Fischereihafen, Fischbahnhof, Erlebnisausstellung Expedition Nordmeere – Fischereiwelten Bremerhaven, Seefischkochstudio) in dem Gebiet.

### Einwohnerentwicklung
| Jahr | Einwohner | Quelle |
| ---- | --------- | ------ |
| 2000 | 273       | [ 10 ] |
| 2005 | 278       | [ 11 ] |
| 2010 | 235       | [ 12 ] |
| 2015 | 197       | [ 13 ] |
| 2018 | 233       | [ 1 ]  |

|  |

## Forschungseinrichtungen
Im Fischereihafengebiet haben sich in den letzten Jahrzehnten eine Reihe von Forschungseinrichtungen niedergelassen:
- Bio Nord am Fischereihafen I für Unternehmen der Blauen Biotechnologie
- DLR Institut für den Schutz maritimer Infrastrukturen
- Forschungsdepot des Deutschen Schifffahrtsmuseum (DSM) – Leibniz-Instituts für Maritime Geschichte mit 380.000 Archivalien und 60.000 Museumsobjekte nach Plänen von Haslob, Kruse + Partner seit 2021 in der Eichstraße 13[14]
- Fraunhofer-Institut für Windenergiesysteme (IWES) mit mehreren Standorten
- Labor Iben für die Untersuchung von Lebensmittel- und Umweltproben
- Thünen-Institute für Fischereiökologie und für Seefischerei
- TTZ Bremerhaven (Technologie-Transfer-Zentrum Bremerhaven) in der Straße Am Lunedeich u. a.

### Forschungsschiffe
Der Fischereihafen I ist Heimat- bzw. Basishafen für eine Reihe von Forschungsschiffen, die hier ihren Liegeplatz haben:
- Atair, Komet und Wega des Bundesamtes für Seeschifffahrt und Hydrographie mit Sitz in Hamburg
- Heincke des Alfred-Wegener-Instituts
- Walther Herwig III der Bundesanstalt für Landwirtschaft und Ernährung, es steht den Thünen-Instituten in Bremerhaven für ihre Arbeit zur Verfügung

## Kultur und Sehenswürdigkeiten

### Bauwerke, Sonstiges
- Schaufenster Fischereihafen als maritime Erlebniswelt rund um Fisch + Meer am Fischereihafen I gegründet in den 1990er Jahren mit:
  - Marktplatz
  - Ehemalige Fischpackhalle IV mit Restaurants, Hafenkneipen, Fischläden und maritime Geschäfte
  - Fischbahnhof: Ehemalige Fischversandhalle von 1913 mit
    - Ausstellung Fischbahnhof 360°
    - Fischkochstudio mit Koch-Shows und Kochkursen
    - Theater im Fischereihafen (TiF)
    - Veranstaltungsfläche
- Denkmalgeschützte Packhalle X und XIV im Fischereihafen von 1928/29 bzw. 1939/40[15][16]
- Fischereihafen Restaurant – Natusch, Am Fischbahnhof 1
- Steganlage

### Theater und Museen
- Theater im Fischereihafen (TiF) im Fischbahnhof
- Figurentheater Bremerhaven in der Packhalle V
- Museumsschiff Gera (ein „klassischer“ Seitenfänger)
- Fischbahnhof 360° im Fischbahnhof*
- Phänomenta Bremerhaven, Hoebelstraße 24

### Regelmäßige Veranstaltungen
Auf dem Marktplatz des Schaufensters Fischereihafen sowie am Fischkai und Kohlenkai finden von April bis Oktober vielfältige Veranstaltungen statt:
- Fischparty
- Bauernmärkte am Hafen
- Bremerhavener Musiksommer – jeden Donnerstag von Juni bis Mitte September jeweils von 19:00 bis 22:00 Uhr
- Matjestage
- Kino im Hafen (letztmalig 2023)[17]

Das Fischereihafen-Rennen für Motorräder auf dem zum Teil holperigen Kopfsteinpflaster im Hafengebiet wurde seit 1952 alljährlich zu Pfingsten ausgetragen, vorerst zuletzt 2017.

## Wirtschaft und Verkehr

### Wirtschaft

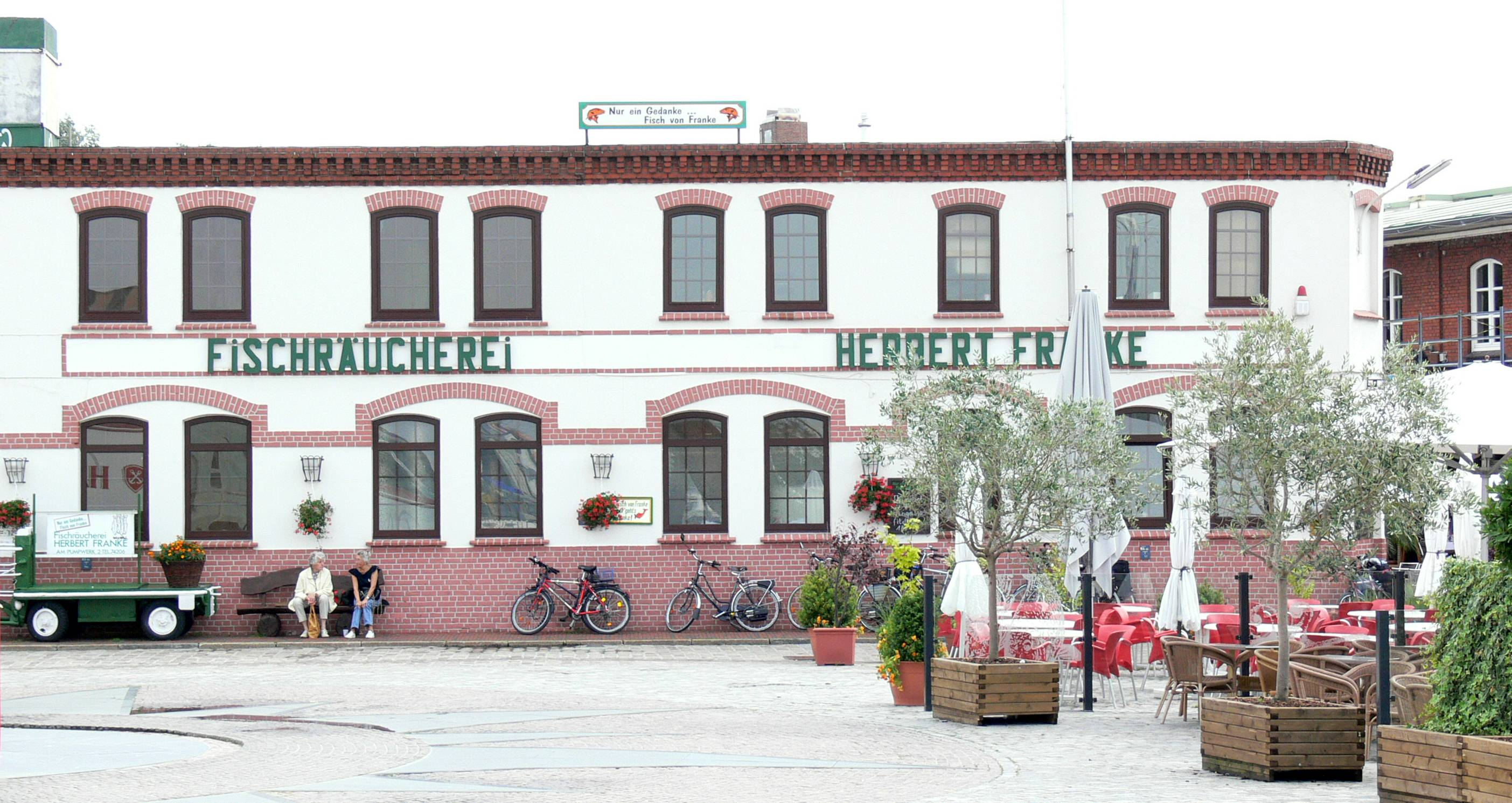
Fischräucherei Franke

Früher wurde im Hafen Frischfisch umgeschlagen, heute werden überwiegend Frostfische angeliefert.

Der Fischereihafen wurde zu einem der bedeutendsten Standorte für die Fisch- und Lebensmittelindustrie Europas mit mehr als 400 Unternehmen, mit Schwerpunkt in der Verarbeitung von Fisch und Tiefkühlkost (Fisch, Gemüse, Fertiggerichte).
Große Betriebe in der Lebensmittelindustrie sind Frozen Fish International, Frosta und das Unternehmen Deutsche See. Kleine und mittelständische Betriebe des Fischhandels (Handel, Räuchereien, Lagerung) sind weniger zahlreich als früher. Schiffsreparaturen und teilweise auch kleinere Neubauten werden durch die Betriebe der Heinrich Rönner Gruppe, unter anderem Bredo Dry Docks, durchgeführt Beträchtliche Bedeutung haben Tourismus und Gastronomie. Weithin bekannt sind das Fischereihafen-Restaurant Natusch und das Comfort-Hotel im Schaufenster Fischereihafen.

Die landeseigene Fischereihafen-Betriebsgesellschaft mbH (FBG) unterstützt im Gebiet die Entwicklungen, Ansiedlungen, Vermietungen, Verpachtungen, Instandhaltungen, Energieversorgung sowie Tourismus und Kultur.
Das Schaufenster Fischereihafen in der authentischen Umgebung, mit der Erlebnisausstellung Expedition Nordmeere – Fischereiwelten Bremerhaven (1996–2013 Atlanticum) und der Phänomenta Bremerhaven, entstand ab Ende 1990 auf ca. 12 Hektar in fünf Stufen. Wie in einem Schaufenster kann man bei der Verarbeitung von Fisch (z. B. beim Räuchern) zusehen und den Fisch dort kaufen. Hier gibt es mehrere Fischrestaurants und das Seefischkochstudio.
In den letzten Jahren hat sich eine Industrie für Windparks und Offshorebauwerke etabliert.

### Verkehr

#### ÖPNV, Straßenverkehr
Mehrere Buslinien (510, 514, HL) der BremerhavenBus verbinden den Stadtteil mit Geestemünde, Mitte und Lehe. Das Angebot Anruf-Linientaxi (ALT) ergänzt den ÖPNV.
Von 1908 bis 1959 führte die Linie 4 der Straßenbahn Bremerhaven eingleisig in den Fischereihafen (siehe Gleisplan rechts).
Ab den 1930er-Jahren gab es bei der Straßenbahn sogenannte Schnellwagen mit dem Fahrtziel Fischereihafen, die nur ausgewählte Haltestellen bedienten. Die Reisezeit konnte damit reduziert werden. Von 1955 bis 1970 erledigten diese Aufgabe Schnellbusse der Verkehrsgesellschaft Bremerhaven AG (VGB).
Mit dem Auto ist der Stadtteil über die Bundesstraße 6, die Bundesstraße 71 und die Bundesautobahn 27 (Anschlussstellen Bremerhaven-Süd, -Wulsdorf und -Geestemünde) zu erreichen.

#### Fähren

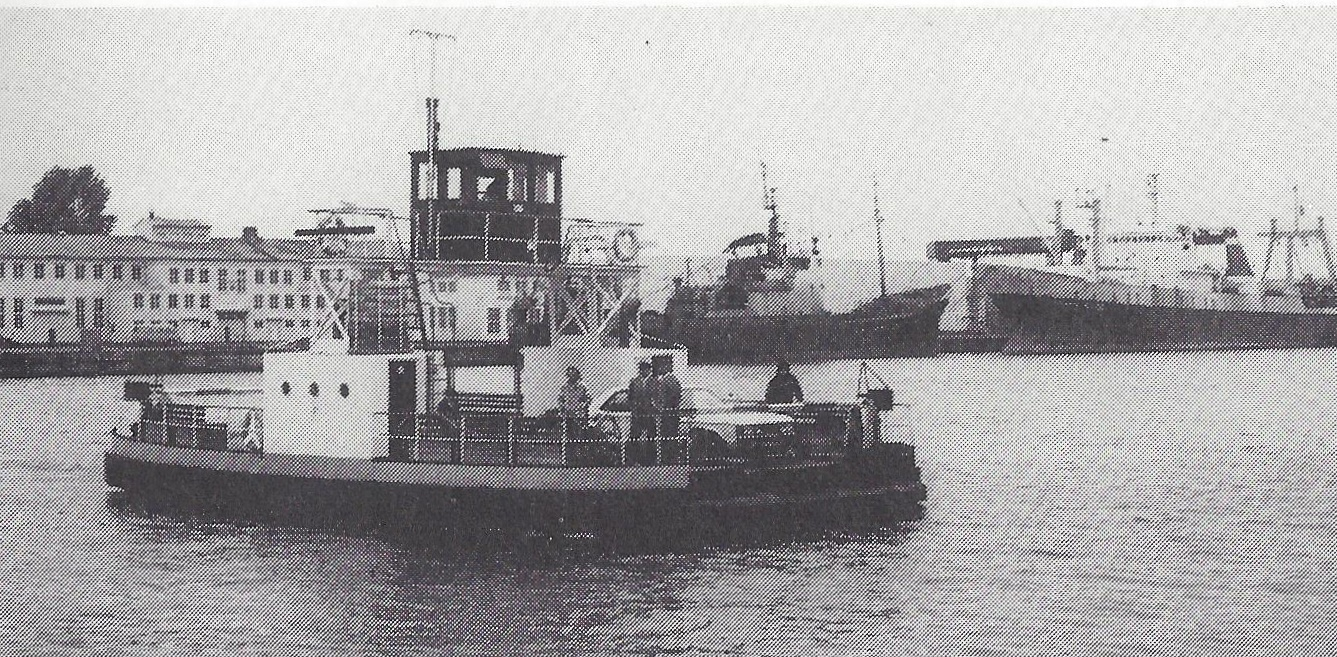
Fischereihafenfähre

Die erste Fähre im Fischereihafen II war ein Ruderboot, die „Groschenfähre“. 1949 wurde sie durch eine Autofähre ersetzt, die zwischen der Halle XV und dem Seedeich (Anleger: Westfähre) pendelte. Auf Betreiben der Industrie- und Handelskammer hatte sich das Hansestadt Bremische Amt bereiterklärt, diesen Dienst kostenlos anzubieten. Eine wasserwegerechtliche Verpflichtung dazu bestand nicht. Die Fähre nutzten Arbeiter der Fischwirtschaft und Bewohner des Ehrensberger-Lagers, nämlich Flüchtlinge und Aussiedler.
Das 1916 bei Kremer & Sohn in Elmshorn gebaute Schiff hatte seinen Dienst bis 1948 in Wilhelmshaven versehen. 1972/73 wurde es grundüberholt. Bei einer Tragfähigkeit von 38 Tonnen beförderte die Fähre pro Jahr durchschnittlich 130.000 Fahrgäste, 29.000 Personenkraftwagen und 9.000 Lieferwagen. Sie verkehrte an Werktagen und Sonnabenden alle 15 Minuten bis 14.00 Uhr. Der Fährdienst wurde 1983 eingestellt; für Fußgänger gab es einen Ersatz über die verlängerte Buslinie 4 der Verkehrsgesellschaft Bremerhaven AG. Heute, 2021, bedient die Buslinie 510 die Westseite des Fischereihafens.
Von 1931 bis 1933 fuhr eine Fähre vom Fischereihafen-Restaurant zur Kanalbrücke im Hauptkanal. Betrieben wurde das Fährboot von der Straßenbahn Bremerhaven-Wesermünde A.-G.